# Heroldský kříž
Jako heroldský kříž (též heroltský) se v heraldice označuje spojení kůlu a břevna, jde tedy o kříž, který se dotýká okrajů štítu. Je velmi rozšířenou heroldskou figurou, pokud je na stříbrném poli červený, mluví se o svatojiřském kříži.  Černý heroldský kříž na stříbrném poli je znakem Řádu německých rytířů. Pokud se nedotýká okrajů štítu, vzniká volný kříž, který je již obecnou heraldickou figurou.

## Užití v heraldice

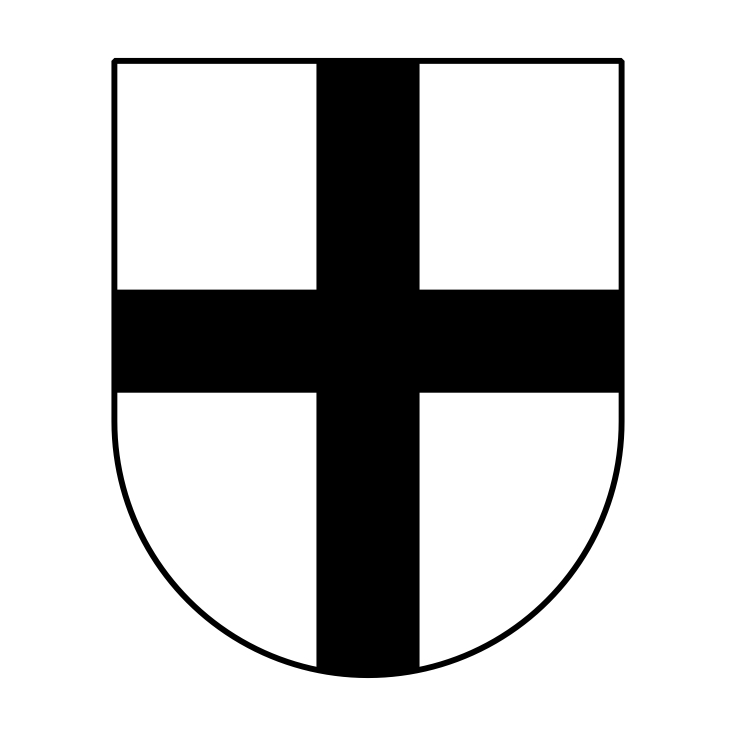
Znak Řádu německých rytířů
Znak města Milána
Znak francouzské rodiny i města Choiseul
Znak katolické diecéze madisonské
Znak kardinála Josefa Höffnera
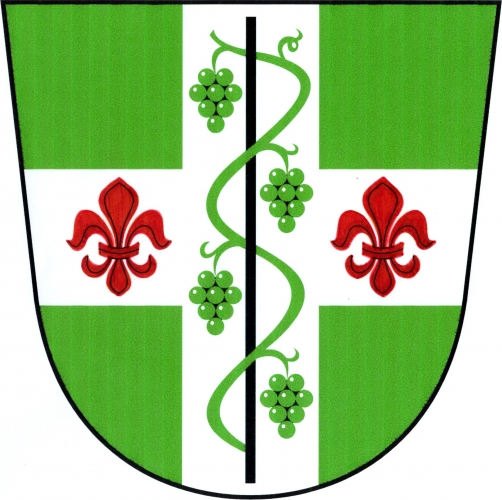
Znak obce Dolenice (okres Znojmo)